# یواخیم رانینگ
یواخیم رانینگ (نروژی: Joachim Rønning؛ زادهٔ ۳۰ مهٔ ۱۹۷۲) کارگردان اهل کشور نروژ است. این کارگردان معمولاً به همراه اسپن سندبرگ تیمی دو نفره را تشکیل داده و به کارگردانی می‌پردازد. همسر این کارگردان «کریستین» نام دارد. آنها دو دختر دارند و در شهر اسلو زندگی می‌کنند.

## فیلم شناسی
- مالفیسنت: سردسته اهریمنان (کارگردان) (۲۰۱۹)
- دزدان دریایی کارائیب: مردگان حکایت نمی‌کنند (کارگردان به همراه اسپن سندبرگ) (۲۰۱۷)